# Asterix il gallico (film)
Asterix il gallico (Astérix le Gaulois) è un film del 1967 diretto da Ray Goossens. È il primo film d'animazione basato sulla serie a fumetti Asterix di René Goscinny e Albert Uderzo, e adatta fedelmente l'omonimo albo a fumetti, a sua volta il primo della serie. Il progetto, previsto inizialmente per la televisione francese, fu coordinato dall'editore Georges Dargaud e da Raymond Leblanc, amministratore delegato dello studio Belvision, senza il coinvolgimento di Goscinny e Uderzo, che scoprirono dell'esistenza del film in una proiezione privata. Insoddisfatti del risultato, i due autori bloccarono la produzione degli adattamenti di altri due albi, Asterix e il falcetto d'oro e Asterix e il duello dei capi, e imposero di essere coinvolti nello sviluppo del sequel Asterix e Cleopatra (la cui uscita viene annunciata al termine di Asterix il gallico). Il film fu distribuito in Francia il 20 dicembre 1967 dalla Athos Films.

## Trama
Nel 50 a.C., un unico villaggio dell'Armorica resiste al dominio dell'Impero romano grazie alla pozione del druido Panoramix, che dona ai Galli del villaggio una forza sovrumana. Il centurione Caius Bonus, al comando dell'accampamento di Petibonum, traveste da Gallo il legionario Caligola Minus detto Caligoletto, in modo che si infiltri nel villaggio per scoprire il segreto della forza dei Galli. Caligoletto viene trovato dal guerriero Asterix e da Obelix (che è caduto nella pozione da piccolo acquisendone gli effetti in modo permanente), e fa loro credere di essere un Gallo di Lutezia di nome Caligulaminix. Riesce poi a convincere Panoramix a fargli bere la pozione insieme al resto del villaggio, ma poco dopo il suo travestimento viene scoperto ed è costretto a scappare a Petibonum. Una volta appreso della pozione magica, Caius Bonus (che vuole usarla per diventare imperatore) ordina a un gruppo di legionari di rapire Panoramix mentre sta cogliendo il vischio. Il druido però si rifiuta di divulgare la ricetta della pozione.
Non vedendo tornare Panoramix, Asterix va a cercarlo nel bosco. Dopo aver saputo del rapimento da un mercante di buoi che vi ha assistito, Asterix entra a Petibonum nascondendosi nel suo carro. Nell'accampamento trova Panoramix, con cui architetta un piano per tornare al villaggio. Asterix si arrende quindi ai romani, e Panoramix finge di accettare di preparare la pozione. Essa viene bevuta da tutti i romani dell'accampamento, i quali però si accorgono presto che si tratta di una pozione che fa crescere barba e capelli molto velocemente. Panoramix si offre di preparare un antidoto, e contemporaneamente prepara anche la pozione per donare la super forza al solo Asterix. Asterix e Panoramix riescono così ad uscire dall'accampamento, ma si trovano davanti un'intera legione comandata da Giulio Cesare in persona. Tuttavia, dopo che Asterix ha rivelato a Cesare le reali intenzioni di Caius Bonus (che viene sollevato dal suo incarico), i due Galli vengono liberati e possono tornare al villaggio, dove festeggiano con i loro compagni.

## Distribuzione

### Data d'uscita
Le date d'uscita internazionali del film sono state:
- 20 dicembre 1967 in Francia e Belgio
- 31 luglio 1968 negli Stati Uniti (Asterix the Gaul)
- 20 settembre in Italia
- 20 dicembre in Portogallo (Astérix, o Gaulês)
- 22 dicembre nel Regno Unito (Asterix the Gaul)
- 25 dicembre in Brasile (Asterix, o Gaulês)
- 26 giugno 1969 nei Paesi Bassi (Asterix de Galliër)
- 16 luglio 1971 in Germania Ovest (Asterix der Gallier)
- 19 agosto 1972 in Svezia (Asterix och hans tappra galler)
- 13 ottobre in Danimarca (Asterix og hans gæve gallere)
- 9 marzo 1973 in Finlandia (Asterix - pieni suuri mies Galliasta)
- 28 agosto 1986 in Australia (Astérix and the Gauls)
- 26 marzo 1987 in Ungheria (Asterix, a gall)

### Edizione italiana
Il doppiaggio italiano del film fu eseguito dalla C.D.C. I dialoghi, a cura di Claudio Razzi, non tengono conto della traduzione italiana dell'albo, così che i nomi di alcuni personaggi risultano diversi da quelli ufficiali: Abraracourcix viene cambiato in Abracadabra, Assurancetourix in Remidox, Marcus Sacapus in Marcus Capus e Tullius Octopus in Romoletto. Inoltre c'è un esteso utilizzo di dialetti: tutti i romani tranne Cesare parlano in romanesco, caratteristica presente anche nella versione italiana dell'albo (ma solo per i legionari), mentre il boia parla in veneto.

### Edizioni home video
In Italia il film fu distribuito in VHS negli anni ottanta dalla Domovideo e nel 1995 dalla Fox Video. Nel 1989 fu pubblicato in Laserdisc dalla Multigram. Il 3 ottobre 2001 fu ripubblicato in VHS e DVD-Video dalla Eagle Pictures. Il DVD non include l'audio originale francese, e i titoli di testa e di coda sono quelli dell'edizione in inglese.

## Accoglienza

### Critica
La Stampa elogiò il film definendolo "spesso esilarante perché l'animazione è vivace ed applicata a figurine graficamente azzeccate". Achille Valdata, scrivendo per Stampa Sera, affermò che "l'animazione giova ad Asterix e soci" e che "gli scherzi e le trovate non mancano di sapore: a guardarlo senza pensare ad implicazioni politiche o a riferimenti attuali, il disegno animato diverte". Entrambe le recensioni lodarono l'utilizzo del romanesco. Il Corriere della Sera scrisse: "Gli autori, Goscinny e Uderzo, non se la prendono, per la verità, con i romani soltanto, ma anche, senza veli troppo fitti, lanciano qualche frecciata maliziosa all'indirizzo di de Gaulle. Cosicché, in definitiva, questa variazione buffonesca del De bello Gallico, arricchita da qualche illusione scherzosa ai tempi nostri, potrà anche trovare il suo pubblico e non solo quello costituito dai ragazzi".
Paolo Mereghetti, pur apprezzandone la satira politica, recensisce negativamente il film, affermando che "delude per l'animazione schematica e il ritmo difficoltoso (nonché – nella versione italiana – il brutto doppiaggio, con i romani che parlano in dialetto), senza momenti di vero interesse", e assegnandogli una stella e mezza su quattro. Enrico Azzano, scrivendo per Quinlan, assegna al film un 6,5 affermando che è "produttivamente ed esteticamente in bilico tra piccolo e grande schermo, realizzato in economia dallo studio belga Belvision. I limiti evidenti sono controbilanciati dalla comicità del testo originale, dalle musiche di Gérard Calvi e dalla qualità dei doppiatori, soprattutto nella scoppiettante versione italiana".